# Persone di cognome Jones/Attori
| Questa pagina contiene informazioni ricavate automaticamente dalle voci biografiche con l'ausilio del template Bio e di un bot. L'aggiornamento è periodico e automatico e ricostruisce completamente la pagina. Se manca una persona in questa lista, sei pregato di non aggiungerla, ma accertati piuttosto che la sua voce biografica contenga il template Bio e che i dati anagrafici siano correttamente compilati. Se il template Bio manca, inseriscilo tu stesso o, in alternativa, metti l'avviso {{tmp\|Bio}} che ne segnala la mancanza. Se i dati riportati sono sbagliati, correggi direttamente la voce biografica; le modifiche saranno visibili in questa lista entro pochi giorni. Per chiarimenti vedi il progetto antroponimi. La lista contiene solo le 52 persone che sono citate nell'enciclopedia e per le quali è stato implementato correttamente il template Bio. Pagina aggiornata al 7 ago 2025. |

Questa è una lista di persone presenti nell'enciclopedia che hanno il cognome Jones e sono attori.

## A(3)
- Allan Jones, attore e tenore statunitense (Old Forge, n. 1907 - New York, † 1992)
- Angus T. Jones, attore statunitense (Austin, n. 1993)
- Ray Milland, attore e regista gallese (Neath, n. 1907 - Torrance, † 1986)

## B(6)
- Ben Hardy, attore britannico (Bournemouth, n. 1991)
- Barry Jones, attore britannico (Saint Peter Port, n. 1893 - Guernsey, † 1981)
- Ben Jones, attore e politico statunitense (Tarboro, n. 1941)
- Blake Jones, attore statunitense (Atlanta)
- Brandon Jones, attore statunitense (Greensboro, n. 1988)
- Buck Jones, attore statunitense (Vincennes, n. 1891 - Boston, † 1942)

## C(4)
- CJ Jones, attore statunitense (Saint Louis, n. 1950)
- Caleb Landry Jones, attore e cantante statunitense (Garland, n. 1989)
- Christopher Jones, attore statunitense (Jackson, n. 1941 - Los Alamitos, † 2014)
- Cody Jones, attore canadese (n. 1985)

## D(3)
- Dean Jones, attore statunitense (Decatur, n. 1931 - Los Angeles, † 2015)
- Doug Jones, attore e mimo statunitense (Indianapolis, n. 1960)
- Duane Jones, attore statunitense (New York, n. 1937 - Mineola, † 1988)

## E(2)
- Eddie Jones, attore statunitense (n. 1934 - Los Angeles, † 2019)
- Evan Jones, attore statunitense (Austin, n. 1976)

## F(1)
- Freddie Jones, attore britannico (Dresden, n. 1927 - Bicester, † 2019)

## G(3)
- Gene Jones, attore statunitense
- Gordon Jones, attore statunitense (Alden, n. 1912 - Tarzana, † 1963)
- Griffith Jones, attore britannico (Londra, n. 1910 - Londra, † 2007)

## H(2)
- Henry Jones, attore statunitense (Filadelfia, n. 1912 - Los Angeles, † 1999)
- Henry Lytton, attore e cantante britannico (Londra, n. 1865 - Earl's Court, † 1936)

## J(3)
- James Earl Jones, attore e doppiatore statunitense (Arkabutla, n. 1931 - Pawling, † 2024)
- Jeffrey Jones, attore statunitense (Buffalo, n. 1946)
- John Marshall Jones, attore statunitense (Detroit, n. 1962)

## L(1)
- L.Q. Jones, attore, regista e produttore cinematografico statunitense (Beaumont, n. 1927 - Los Angeles, † 2022)

## M(5)
- Mark Lewis Jones, attore britannico (Rhosllannerchrugog, n. 1964)
- Matt Jones, attore statunitense (Sacramento, n. 1981)
- Mickey Jones, attore e musicista statunitense (Houston, n. 1941 - Houston, † 2018)
- Morgan Jones, attore statunitense (Wooster, n. 1928 - Tarzana, † 2012)
- Morgan Jones, attore statunitense (Denver, n. 1879 - New York, † 1951)

## N(3)
- Nathan Jones, attore e powerlifter australiano (Gold Coast, n. 1969)
- Neal Jones, attore cinematografico, attore televisivo e attore teatrale statunitense (Wichita, n. 1960)
- Nicky Jones, attore e doppiatore statunitense (Houston, n. 1996)

## O(1)
- Orlando Jones, attore e sceneggiatore statunitense (Mobile, n. 1968)

## R(5)
- Reed Jones, attore, cantante e ballerino statunitense (Portland, n. 1953 - Sherman Oaks, † 1989)
- Richard T. Jones, attore statunitense (Kōbe, n. 1972)
- Dickie Jones, attore e doppiatore statunitense (Snyder, n. 1927 - Los Angeles, † 2014)
- Robert Earl Jones, attore e pugile statunitense (Senatobia, n. 1910 - Englewood, † 2006)
- Ron Cephas Jones, attore statunitense (Paterson, n. 1957 - † 2023)

## S(2)
- Sam J. Jones, attore e ex modello statunitense (Chicago, n. 1954)
- Simon Jones, attore britannico (Charlton Park, n. 1950)

## T(6)
- Finn Jones, attore britannico (Londra, n. 1988)
- Terry Jones, attore, regista e sceneggiatore britannico (Colwyn Bay, n. 1942 - Londra, † 2020)
- Tilky Jones, attore statunitense (Charleston, n. 1981)
- Toby Jones, attore britannico (Londra, n. 1966)
- Tommy Lee Jones, attore e regista statunitense (San Saba, n. 1946)
- Tyler Patrick Jones, attore statunitense (California, n. 1994)

## V(1)
- Vinnie Jones, attore e ex calciatore gallese (Watford, n. 1965)

## W(1)
- Walter Emanuel Jones, attore statunitense (Detroit, n. 1970)